# Sunviva
Sunviva (Lycopersicon esculentum L.) ist die zweite gezüchtete Tomatensorte, welche mit der Open-Source-Saatgut-Lizenz unter einer quelloffenen Lizenz veröffentlicht wurde.

## Beschreibung
Die Sorte wurde im Netzwerk des ökologischen Freiland-Tomatenprojekts der Universität Göttingen gezüchtet. Der ursprüngliche Saatguterzeuger ist Culinaris. Dank der Open-Source-Lizenz darf das Saatgut weiter vermehrt und für eigene Züchtungen genutzt werden, wenn diese ebenfalls unter die Lizenz gestellt werden.
Es handelt sich um eine aromatische, süß-saftige Cocktailtomate. Die Früchte sind leuchtend gelb mit ca. 30 mm Durchmesser. Die Pflanzen sind robust und zeigen gegen Kraut- und Braunfäule eine Resistenz. Die Aussaat dieser Stabtomate (Wuchshöhe bis 2,50 m) findet ab Mitte Februar statt.

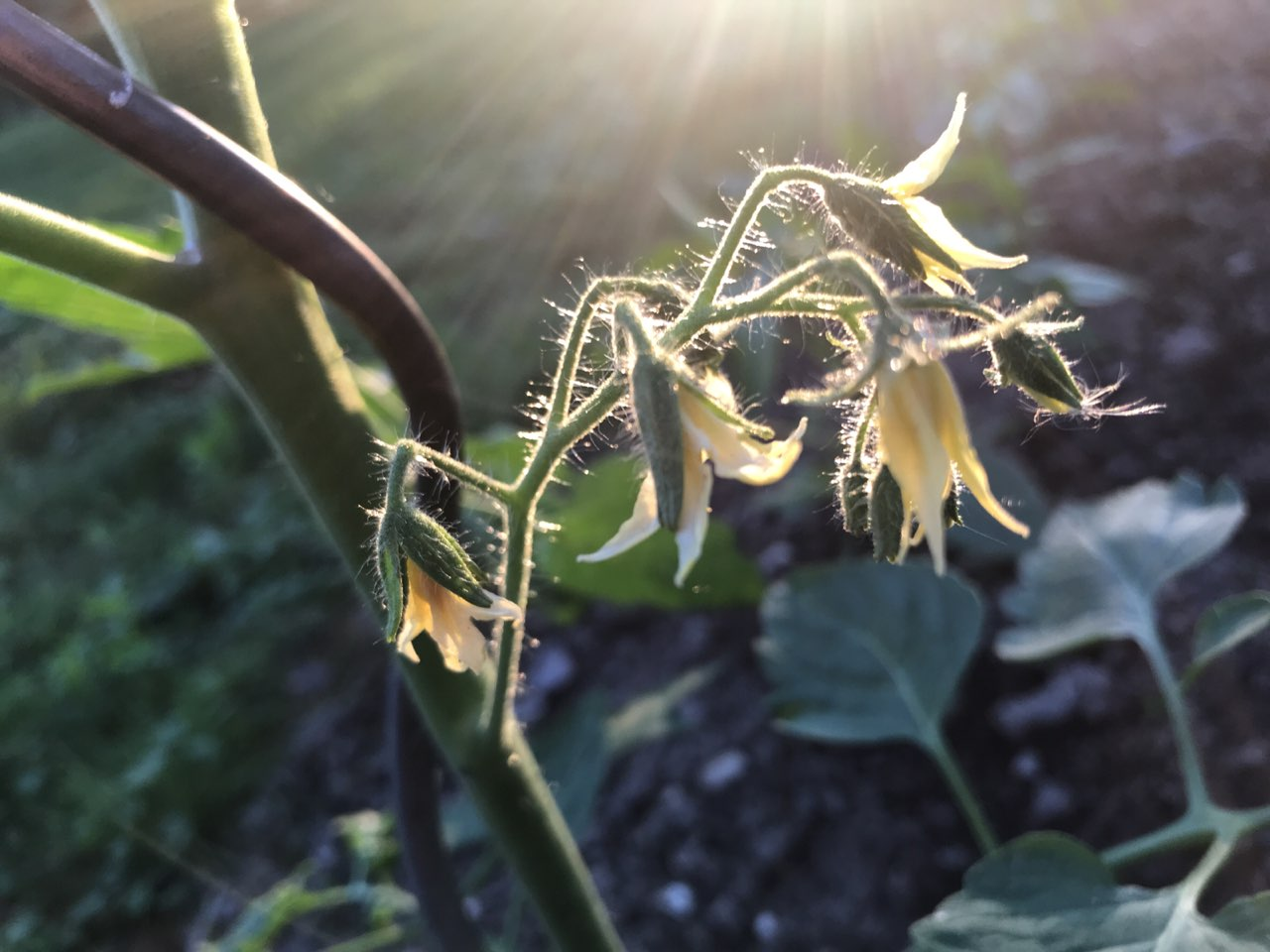
Blüte einer Sunviva
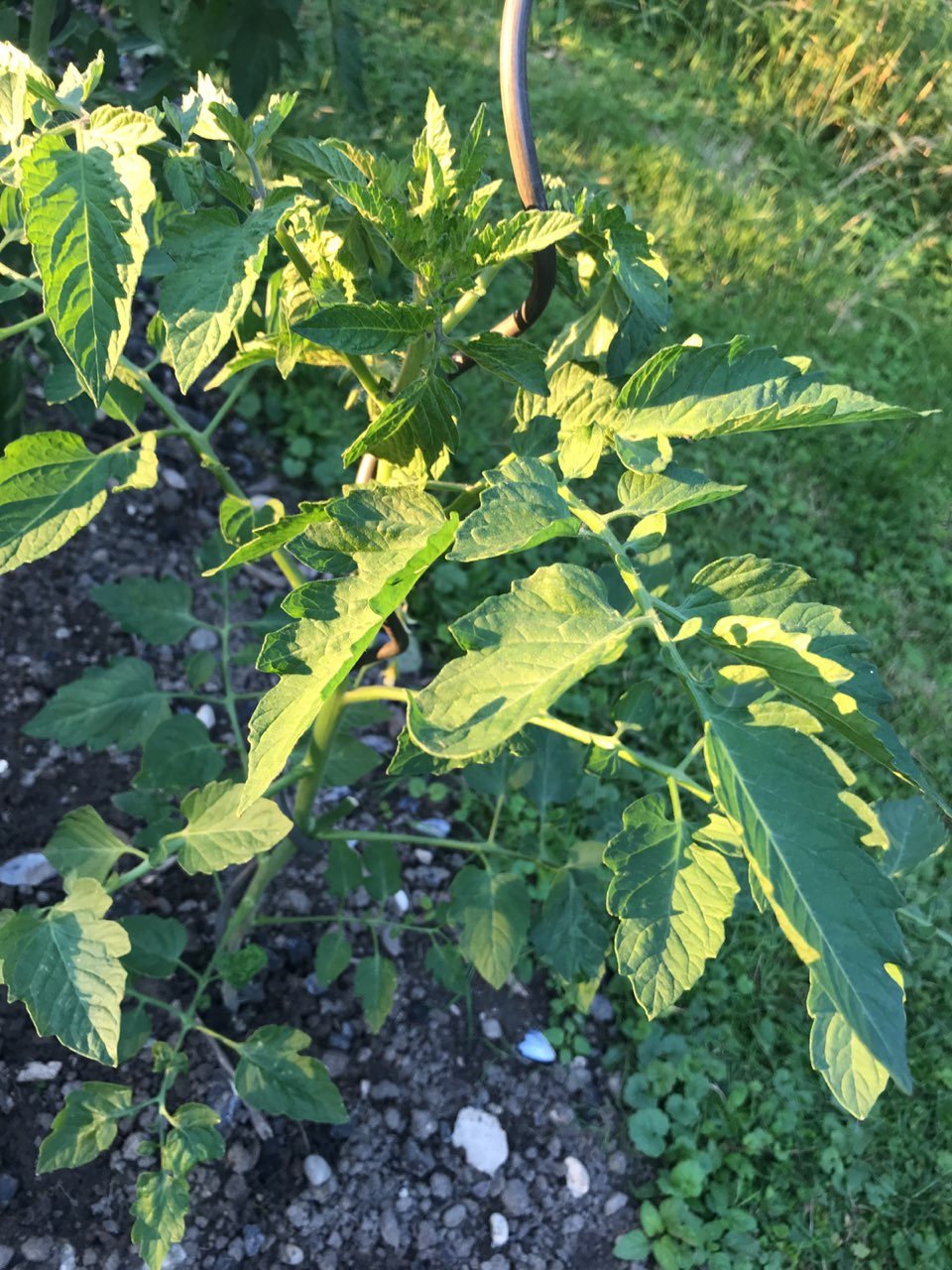
Blätter einer Sunviva
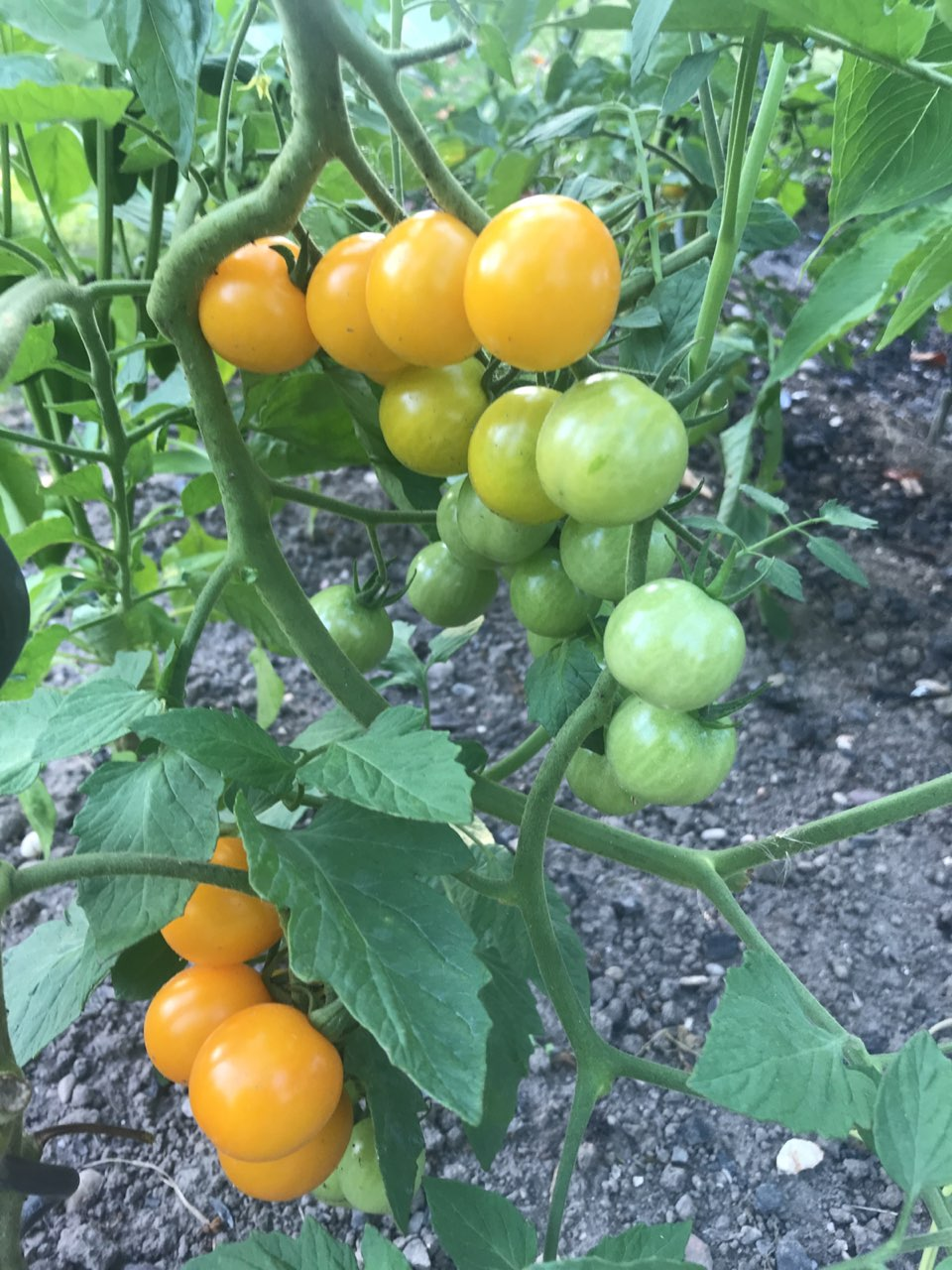
Sunviva mit reifen Früchten
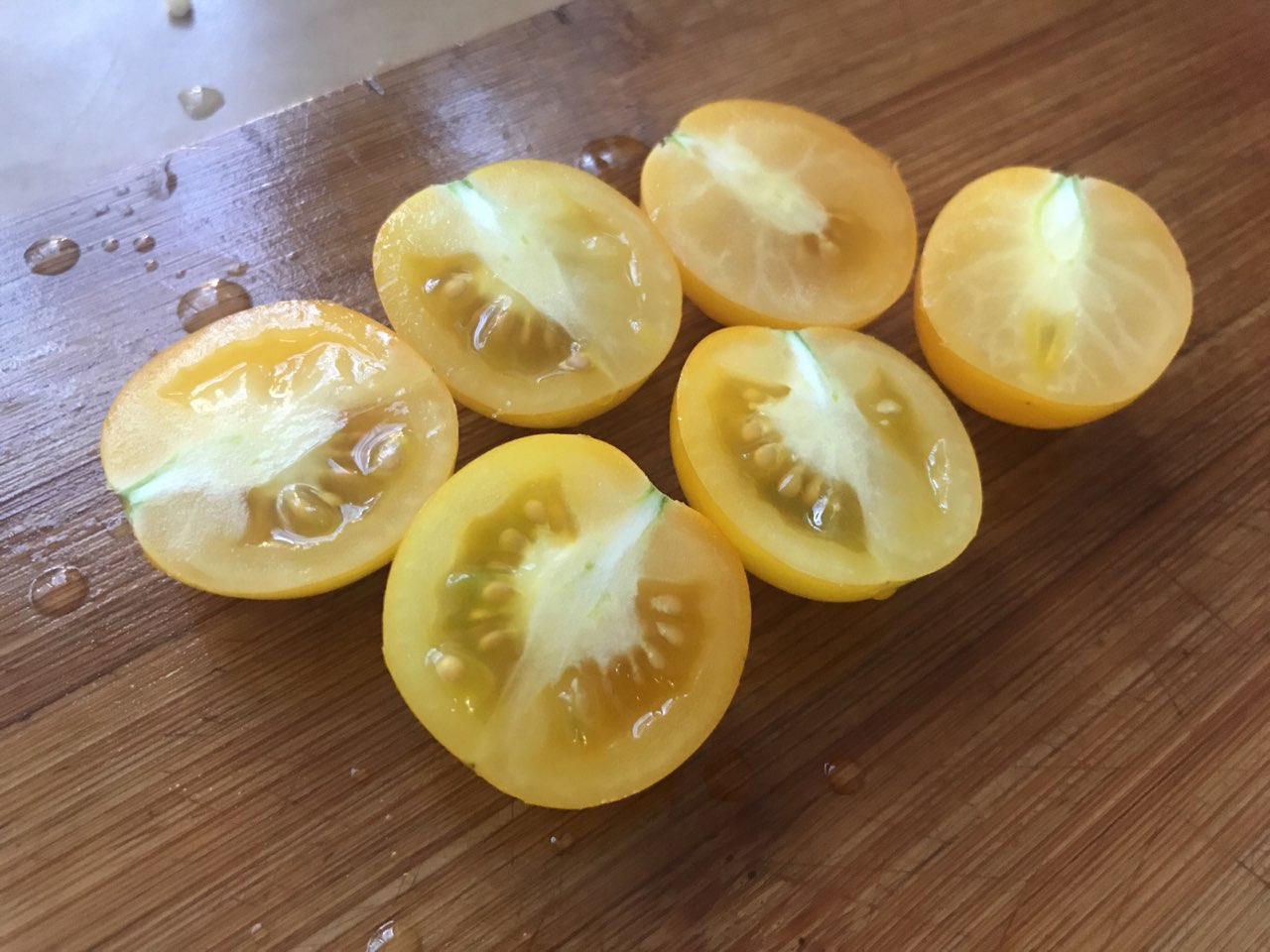
Sunviva-Früchte aufgeschnitten zum Verzehr